# قائمة أعضاء الكنيست الخامسة عشرة

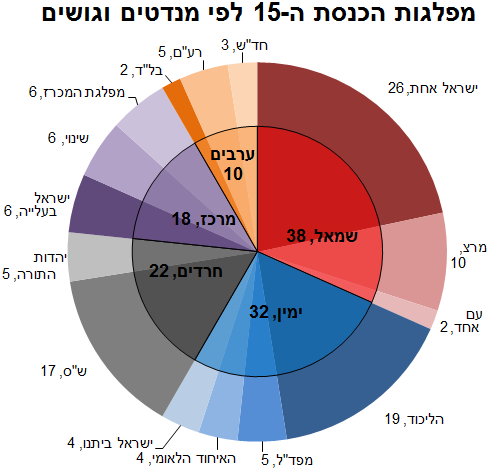
المقاعد في الكنيست الإسرائيلي الـ 15 حسب الأحزاب والمجموعات الحزبية

تم انتخاب 120 عضوا في الكنيست الخامسة عشرة يوم 17 مايو 1999. وكان التوزيع حسب الحزب على النحو التالي :
- واحد إسرائيل : 26
- الليكود : 19
- شاس : 17
- ميرتس : 10
- يسرائيل  : 6
- شينوي : 6
- حزب الوسط : 6
- الحزب الديني القومي : 5
- يهدوت هتوراة : 5
- قائمة عربية موحدة : 5
- الاتحاد الوطني : 4
- حداش : 3
- إسرائيل بيتنا : 4
- البلد : 2
- أمه واحدة : 2